# Sint-Nicolaaskerk (Quedlinburg)
De Sint-Nicolaaskerk (Duits: St. Nikolaikirche) in de Duitse stad Quedlinburg is een tot de Evangelisch-Lutherse Kerk behorend godshuis.

## Geschiedenis
Een eerste vermelding van de kerk dateert van 1222. Rond die tijd werd begonnen met de bouw van een romaanse basiliek. omstreeks 1300 werd de kerk verbouwd in gotische stijl. De huidige gotische hallenkerk ontstond in de 15e eeuw. Vanaf 1540 werd de kerk een protestants kerkgebouw waarna het veelvoud aan kleinere altaren werd verwijderd. Na een blikseminslag in 1610 werd de kerk gerenoveerd.
In de jaren 60 van de twintigste eeuw werd het interieur gerestaureerd. In het daarop volgende decennium volgde de restauratie van de beide torens, dak en gevel en werd een nieuw uurwerk in de toren geïnstalleerd.
Een brand op Heilige Avond 1996 ontstaan door een defecte verwarming zorgde voor roetaanslag, beschadigde ramen en beschadigingen aan de gewelven. Men ving met een omvangrijke restauratie aan die wegens geldgebrek nog niet volledig is afgesloten.

## Interieur
Vermeldenswaard zijn o.a.:
- Het barokke hoogaltaar uit 1712.
- Een piëta van circa 1500.
- Een kansel uit 1731.
- Een laatromaans doopvont (eind 12e eeuw) en doopengel (1693)
- Het orgel (1902) staat op een barokke galerij met gedraaide pilaren uit 1717.
- De Nicolaaskerk bezit vier klokken; de grootste klok is tegelijkertijd de oudste klok en is gegoten in 1333. De andere klokken zijn 13e-, 14e- en 15e-eeuws.

## Trivia
De Nicolaaskerk wordt in de volksmond ook Herderskerk genoemd. Volgende de legende zou een schaapsherder een goudschat hebben gevonden. Deze goudschat zou hij ter beschikking hebben gesteld voor de bouw van de 72 meter hoge torens. Als verwijzing naar deze legende bevindt zich op de hoek van de noordelijke toren een 1,60 meter hoog beeld van een schaapsherder en op de andere hoek een beeld van zijn hond. In 2011 zijn deze beelden tijdelijk voor restauratiedoeleinde verwijderd, maar in november van hetzelfde jaar werden de beelden teruggeplaatst.